# 横手コミュニティFM放送
横手コミュニティFM放送株式会社（よこてコミュニティエフエムほうそう）とは、秋田県横手市にあるコミュニティ放送局である。愛称は「横手かまくらFM」（よこてかまくらエフエム）。
他のコミュニティFMでは見られないような経緯を経て、2011年（平成23年）の開局に至った（#沿革参照）。

## 概要
本社兼演奏所は、東日本旅客鉄道（JR東日本）横手駅東口地区の再開発事業によって完成した「よこてイースト」の中にある。
横手・平鹿地区における平成の大合併を機にコミュニティFM局の開設計画が進められ、運営会社設立準備中にイベント放送局「よこてにぎわいイベントエフエム」を期間限定で開局した。その後、コミュニティFM局開局準備中に雪害を理由とした臨時災害放送局「よこてさいがいエフエム」を機材を転用して期間限定で運営した。雪害の収束から放送は休止されたが、東北地方太平洋沖地震（東日本大震災）の発生により臨時災害放送局を再開。コミュニティFM局の免許が交付されたため、臨時災害放送局の免許の期限切れに合わせて閉局し、予定通りに2011年（平成23年）4月1日に秋田県内のコミュニティFM局として4番目に開局した。
1994年（平成6年）12月24日開局の神奈川県鎌倉市の鎌倉エフエム放送「かまくらFM」が市名から命名されたのに対し、当局は当地で盛んな冬季の雪洞の「かまくら」から名を獲り「横手かまくらFM」を愛称とする。
臨時災害放送局時代の2011年3月17日にSimulRadioに参加、コミュニティFM局となっても引き続きインターネットでの聴取が可能。現在はListenRadioでも聴取可能。スタジオのTwitCasting・USTREAM配信も一部番組で行われている。
マスコットキャラクターは、きくち正太（横手市大森町出身）がデザインした「ナナヨちゃん」。
秋田県コミュニティ放送連絡協議会に加盟している。

## 送信所・中継局
周波数は親局・中継局ともに77.4MHz。
開局当初は親局のみだったが、横手市内全域を聴取範囲とするため、2012年4月に大森・増田・山内地域に8つの中継局を設置。2015年にはさらに2カ所中継局が設置された。
| 親局       | 空中線電力 | 設置場所                               | 開局日       |
| ---------- | ---------- | -------------------------------------- | ------------ |
| 横手       | 20W        | 横手市中央町8番2号（横手市役所本庁舎） | 2011年4月1日 |
| 中継局     | 空中線電力 | 設置場所                               | 開局日       |
| 大森       | 20W        | 横手市大森町                           | 2012年4月1日 |
| 保呂羽     | 10W        | 横手市大森町                           | 2012年4月1日 |
| 坂部       | 10W        | 横手市大森町                           | 2012年4月1日 |
| 増田       | 20W        | 横手市増田町                           | 2012年4月1日 |
| 狙半内     | 20W        | 横手市増田町                           | 2012年4月1日 |
| 山内       | 20W        | 横手市山内                             | 2012年4月1日 |
| 南郷       | 20W        | 横手市山内                             | 2012年4月1日 |
| 吉谷地     | 10W        | 横手市山内                             | 2012年4月1日 |
| 十文字植田 | 10W        | 横手市十文字町                         | 2015年9月    |
| 横手金沢   | 5W         | 横手市金沢本町                         | 2015年9月    |

## 主な番組
日曜深夜も含め24時間放送で、自社制作番組以外の時間はJ-WAVEの番組などを放送。2017年4月現在、北海道札幌市白石区のエフエムしろいしWith-sとの番組交換枠があり、当局でWith-sの番組が1時間、With-sで当局の番組が1時間放送されている。

### 自社制作番組
- GOOD MORNING YOKOTE（月曜 - 木曜 7:00 - 9:00）
- グーグーらじお（月曜 - 木曜10:00 - 13:00）
- YOUナビ（月曜 - 金曜 16:30 - 18:00）
  - （第3週・火曜 16:40 - ）高橋巨樹のTalking Drive （再放送　第4週・火曜、同時刻）
- スポーツ＆バラエティ「すぽこん」 （月曜 18:00 - 19:00）
- 歌謡艶歌 （火曜 18:00 - 18:30、再放送　日曜 8:00 - 8:30）
- YMJよこてミュージックジャンキーズ（火曜 21:00 - 22:00）

エフエムしろいしwith-sでも水曜 18:00 - 19:00に放送
- 桜田まことのPOWER OF MUSIC（水曜 21:00 - 22:00）
- ごやさんのこの街が好き!（第1・3・5木曜 18:00 - 19:00、第2・4週は再放送）
- 週替わりプログラム（木曜 19:00 - 21:00）
  - （第1週）gocha!
  - （第2週）劇団Hozzy&Nancy となりのあんつぁ!
  - （第3週）バリトンの第三木曜日〜マサも一緒〜
  - （第4週）石垣くんと樫尾くんのボロは着ててもトークはハッピー
- YYYokote 3rd（木曜 21:00 - 22:00）
- ゆこリン♪の週末とっておきラジオ!（金曜 7:00 - 10:00）
- ア・ラ・美JOY（金曜 13:00 – 14:00、再放送　土曜 10:00 – 11:00）
- 女子ちゃんねる。（金曜2 0:00 – 21:00、再放送　土曜 18:00 - 19:00）
- まめでらがーらじお（土曜 8:00 - 8:30）
- 語るべ! よこてのことばっこ（土曜 8:30 - 9:00）
- おはよう土曜日（土曜 9:00 - 10:00）
- はぴ☆サタ 〜HAPPY SATURDAY〜（土曜 11:00 - 13:00）
- 使用上の注意。（日曜 8:30 - 9:00）
- 横手トピックス（日曜 9:00 - 9:30）
- 工藤雄一のラジオ歌謡（第2・4日曜 9:30 - 10:00）
- GoGo774チャンネル（日曜 11:00 - 13:00）

### 他地域のコミュニティFMとの番組
レギュラー放送
- エフエムしろいしwith-s（北海道札幌市白石区）
  - 田高健太郎の多言争論（日曜 18:00 - 19:00）
- FMはなび（大仙市）
  - D-NIGHT（金曜19:00 - 20:00）

特別番組
- FMゆーとぴあ（湯沢市）
  - 七夕絵どうろうまつり特番 （2014年8月7日 19:00 - 21:00、同時生放送）
- FMはなび（大仙市）
  - 全国花火競技大会（大曲の花火）実況生中継 （2014年8月23日18:00 - 22:00、同時生放送）

## 過去の番組

### 自社制作番組
- ショクゴのイップク（月曜 - 木曜 13:30 - 14:00、一週間分の再放送　日曜 7:00 - 9:00）
- のりものがかり（火曜 18:00 - 18:30、再放送　土曜 19:00 - 19:30）
- BRONZE 音のある風景（第1・3・5木曜 18:00 - 19:00）
- 秋田民謡向上委員会（金曜 16:00 - 16:30、再放送　土曜 8:00 - 8:30）
- R’s（金曜 19:00 - 20:00）
- かまくらFMトピックス（土曜・日曜 17:55 - 18:00）
- ドリンクバー2つ!（月曜 21:00 - 22:00）
- ホントに!観光協会（火曜 18:30 - 19:00）
- YOKOTE BLOCK FM（水曜 18:00 - 19:00）
- ヒゲとメガネ（水曜 22:00 - 23:00）
- なちっこのDelicious Time（金曜 10:00 - 13:00）
- J-POP FREAKS!!（金曜 18:00 - 19:00、再放送　土曜 7:00 - 8:00）
- クロスポイント（金曜 21:00 - 22:00、再放送　日曜 10:00 - 11:00）
- 民謡よこてめぐり（第1・3・5日曜 9:30 - 10:00）

### 他地域のコミュニティFMとの番組
- 井雲真理のまりものこべやレディオしろいし （FMしろいしwith-s制作、日曜 18:00 - 19:00）
- Swing Beat Jazz Uncharted （山形県山形市・vigoFM制作、日曜 19:00 - 20:00）

## 沿革
| 期間   | 期間               | 分類                            | 呼出符号   | 名称                            | 設置理由                                  |
| 年     | 月日               | 分類                            | 呼出符号   | 名称                            | 設置理由                                  |
| ------ | ------------------ | ------------------------------- | ---------- | ------------------------------- | ----------------------------------------- |
| 2010年 | 9月25日 - 12月31日 | イベント放送局 （イベントFM局） | JOYZ2AQ-FM | よこてにぎわい イベントエフエム | よこての賑わい創出プロジェクト YY22       |
| 2011年 | 1月27日 - 2月28日  | 臨時災害放送局 （臨時災害FM局） | JOYZ2M-FM  | よこて さいがいエフエム         | 平成23年豪雪                              |
| 2011年 | 3月12日 - 3月30日  | 臨時災害放送局 （臨時災害FM局） | JOYZ2M-FM  | よこて さいがいエフエム         | 東北地方太平洋沖地震 （東日本大震災）     |
| 2011年 | 4月1日 -           | コミュニティ放送局 （cFM局）    | JOZZ2BC-FM | 横手かまくらFM                  | 横手商工会議所「2020委員会」 の中長期計画 |

### 関連年表
- 2008年（平成20年）

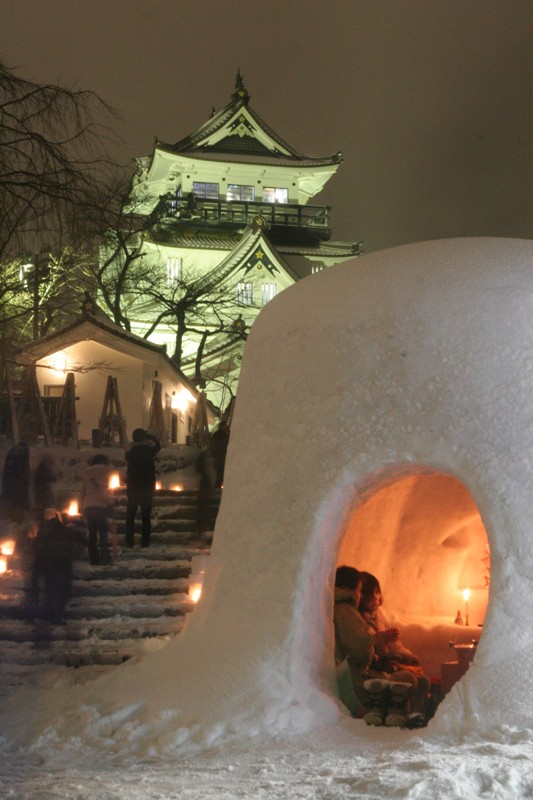
「かまくら」の例（横手公園）

  - 横手商工会議所に「2020委員会」が設置され、2020年（令和2年、当時は平成32年）度を目標とした中長期計画を策定する中でコミュニティ放送開局の検討が始まった[1]。
  - 6月14日：岩手・宮城内陸地震が発生し、横手市も一部被災した。
- 2009年（平成21年）
  - 1月：同会議所と横手市との間で、災害時の緊急情報の発信について協議を開始[1]。
  - 6月：「建設業と地域の元気回復助成事業[6]」の採択を受け、「コミュニティFMよこて推進事業[7]」に助成金が出ることになった[1][8]。
  - 7月：事業採択を受けて「コミュニティFMよこて推進協議会」設立[1]。
  - 9月19日・20日：横手市で「B-1グランプリ in 横手[9]」が開催され、横手やきそばがゴールドグランプリに輝いた。同大会では、隣接する湯沢市のコミュニティ放送局「エフエムゆーとぴあ」（横手市でも一部地域で聴取可能）に大会の模様や交通情報などの生放送を依頼し、第1会場（中心市街地特設会場）に隣接する「横手市ふれあいセンター かまくら館」内に臨時に設置したスタジオから特別番組を放送してもらった[10][11]。
- 2010年（平成22年）
  - 1月：横手市の一般財源を用いて、全市域を可聴エリアにするために必要な中継局設置箇所の調査が完了[1]。
  - 1月：総務省東北総合通信局へ開局計画書を提出し、放送免許取得に向けて活動を開始[1]。
  - 9月25日：「よこての賑わい創出プロジェクト YY22[12]」に合わせてイベント放送局「よこてにぎわいイベントエフエム」を開局[1][13]。
  - 12月24日：「横手コミュニティFM放送株式会社」設立。
  - 12月31日：イベント放送局「よこてにぎわいイベントエフエム」閉局。
- 2011年（平成23年）
  - 1月11日 9:00：横手市が「雪害警戒部」を設置[14]。
  - 1月11日 16:50：横手市が「雪害警戒部」を「雪害対策部」に格上げ[14]。
  - 1月24日 9:50：横手市が「雪害対策部」を「雪害対策本部」に格上げ[14]。
  - 1月27日：横手市雪害対策本部からの依頼により、臨時災害放送局「よこてさいがいエフエム」を開局[15][16][17]。
  - 2月28日：臨時災害放送局「よこてさいがいエフエム」の放送を休止。
  - 3月11日：東北地方太平洋沖地震（東日本大震災）が発生。
  - 3月12日：前日に発生した震災の地域情報を発信するため、臨時災害放送局「よこてさいがいエフエム」の放送を再開。
  - 3月17日：サイマルラジオでの配信を開始。
  - 3月28日：総務省より本免許が交付された[18]。
  - 3月29日：横手市と「災害時緊急放送協定」を締結[19]
  - 3月30日：臨時災害放送局「よこてさいがいエフエム」の放送を終了[18][20]。
  - 3月31日：開局特別番組を放送[18]。
  - 4月1日：コミュニティ放送局「横手かまくらエフエム」開局[18]。
  - 10月3日：平成23年豪雪および東北地方太平洋沖地震（東日本大震災）に際し、市民への情報提供に尽力したとして、横手市より感謝状を贈られる[21][リンク切れ]。
- 2012年（平成24年）
  - 3月23日：総務省 東北総合通信局より、市内8ヶ所への中継局の設置について免許を付与される[4]。
  - 4月1日：中継局の運用開始。
- 2018年（平成30年）5月8日：秋田県コミュニティ放送連絡協議会設立に伴い加盟[3]。協議会加盟局は当時の県内6局。
- 2020年（令和2年）4月24日：本社兼演奏所前に、横手かまくらFMのラッピング自動販売機を設置する。発電機能を備えているため、災害による停電発生時に飲料の無償提供ができる他、スマートフォンのなどの充電機能を兼ね備えている。局のイメージカラーであるピンク色のラッピングが施されている。[22][23]
- 2021年（令和3年）
  - 4月1日：YouTubeチャンネルを開設[24]。
  - 9月12日：6箇所の中継局からの放送が停波する放送事故が発生する[25]。

### よこてにぎわいイベントエフエム
2009年（平成21年）6月、建設業振興基金による「建設業と地域の元気回復助成事業」に採択され、「コミュニティFMよこて推進事業」に2,500万円の助成金が支払われた。これを原資に、コミュニティ放送の事業性の検証を目的として、2010年（平成22年）9月25日から12月31日まで開催された「よこての賑わい創出プロジェクト YY22」に合わせてイベント放送局「よこてにぎわいイベントエフエム」が開局した。
同局は、「コミュニティFMよこて推進協議会」の事業管理者（平鹿建設事業協同組合理事長）の名義で申請されている。識別信号は「よこてにぎわいイベントエフエム」（JOYZ2AQ-FM）、周波数77.4MHz、出力20Wで、横手市の世帯数の35.3%を占める11,145世帯をカバーし、午前7時から午後7時まで98日間放送された（放送時間延長日あり）。
- 第1演奏所：秋田県横手市駅前町921（横手駅東口第一地区市街地再開発事業事務所）
- 第2演奏所：秋田県横手市中央町8番12号（ふれあいセンター かまくら館）
- 送信所：秋田県横手市中央町8番2号（市役所横手地域局、現・市役所本庁舎）

### よこてさいがいエフエム
2011年（平成23年）1月上旬より豪雪（平成23年豪雪）が市民生活に影響を与えていたため横手市は、1月11日午前9時に「雪害警戒部」を設置し、同日午後4時50分には「雪害対策部」に格上げして対応したが、さらに雪害が深刻化したため1月24日午前9時50分に「雪害対策本部」に格上げした。横手市は、市が発注していた公共工事を中止し、業者・機械・人員を除雪・排雪に投入すると共に、市民への情報発信のため臨時災害放送局「よこてさいがいエフエム」（JOYZ2M-FM）を開局した。
同局は横手市が免許人となり、2011年（平成23年）1月25日から3月末日までの2ヶ月間の有効期限で放送免許が交付され、1月27日から「よこてにぎわいイベントエフエム」と同様の周波数77.4MHz、出力20Wで24時間放送を開始した。2月15日時点で同市内では死者5人、重軽傷者60人、建物被害174件、さらに果樹農業に深刻な被害が出たが、雪害が一応の収束を見せたため、免許期間を残しながら2月28日に放送は休止となった。
3月11日午後2時46分頃に東北地方太平洋沖地震（東日本大震災）が発生すると横手市は、同日午後3時に「災害対策部」を設置した。また、免許期間が残っていたため、翌3月12日から臨時災害放送局「よこてさいがいエフエム」の放送を再開した。3月17日にはサイマルラジオでの配信も開始。横手市では人的被害がなく、地震発生の翌日には電気・水道もほぼ復旧したため、3月17日午後0時30分に「災害対策部」は「震災支援対策本部」に切り替えられ、市の活動は被災地にいる関係者の安否確認および被災地支援活動が中心になった。
3月29日、横手市と「災害時緊急放送協定」を締結し、cFM開局後には横手市の要請に従って緊急放送を実施すること、2011年（平成23年）度に横手市本庁舎に設置予定の緊急割込装置を用いて、緊急時には自動的に当cFM局の放送に横手市が緊急告知を割り込ませることを確認した。協定締結を背景に、3月30日18:00を以って臨時災害放送局「よこてさいがいエフエム」の放送は終了した。
10月3日、平成23年豪雪および東北地方太平洋沖地震（東日本大震災）に際し、市民への情報提供に尽力したとして、横手市市制施行6周年記念式典において同市より感謝状を贈られた。
- 演奏所：秋田県横手市駅前町1番10号
- 送信所：秋田県横手市中央町8番2号（横手地域局、現・横手市役所本庁舎）